# Bertrand Lemoine
 (octobre 2021).
 (octobre 2021).
Pour les articles homonymes, voir Lemoine.
Bertrand Lemoine, né le 12 mai 1951 à Beyrouth, est un architecte, ingénieur et historien français. Il est directeur de recherche honoraire au CNRS et ancien président de l'Académie d'architecture.
Il est directeur général de l'Atelier international du Grand Paris du 10 février 2010 jusqu'au 30 septembre 2013. Il est président du Comité Construction & Beaux-Arts de la Société d'encouragement pour l'industrie nationale. Il est l'auteur de près de 50 ouvrages et commissaire d'une trentaine d'expositions.

## Biographie
Bertrand Lemoine est ingénieur diplômé de l'École polytechnique et de l'École nationale des ponts et chaussées, architecte DPLG et titulaire d'un doctorat de IIIe cycle en histoire de l'École pratique des hautes études. Il est directeur de recherche émérite au CNRS à Paris, au Centre André Chastel dans la section Mondes modernes et contemporains[source insuffisante],.
Journaliste d'architecture, il a été rédacteur en chef de plusieurs magazines dont AMC-Le Moniteur Architecture (1995-1996) et les revues l'Acier pour construire et Acier.
Médiateur culturel, il a été, de 1978 à 1979, conseiller technique au Centre Pompidou pour lequel il a co-réalisé l'exposition Architectures d'Ingénieurs.
Il a été architecte conseil de 1994 à 1999 de la SOPAREMA puis de la SEMAVIP (sociétés d'économie mixtes de la Ville de Paris), pour l'aménagement du quartier Château Rouge à Paris.
Il a été de février 2010 à octobre 2013 directeur général de l'Atelier international du Grand Paris (AIGP) think-tank rassemblant quinze équipes internationales d’architectes-urbanistes et dédié à la mise en œuvre du projet du Grand Paris. Il a été expert auprès de la Ville de Moscou pour le concours international sur l'extension de Moscou et a fait partie du International Advisory Board for Moscow City Development Strategy pour la consultation internationale sur le Grand Moscou en 2012. Il a été membre du Collège d'experts pour la Consultation internationale sur le Grand Genève en 2018-2020 ainsi que membre du Comité scientifique de la Consultation internationale sur Luxemburg in Transition en 2020-2021.
Il a travaillé sur des projets culturels, notamment en 1993 sur le projet d’une Cité des bâtisseurs au Havre pour le Conseil régional de Haute-Normandie, la candidature puis le commissariat scientifique de l’exposition Paris Île-de-France, un fleuve, un territoire, un mode de vie pour l’Exposition universelle de 2010 à Shanghai 2010. Il a été commissaire et/ou scénariste d’une trentaine d’expositions[source insuffisante][source secondaire souhaitée], en particulier Visions françaises, ville, architecture et développement durable [source secondaire souhaitée], dans le cadre de l’année de la France en Chine, à Beijing, Shanghai et Chongqing, et en 2013 de l’exposition et de l’ouvrage Habiter le Grand Paris au CENTQUATRE, organisé par l’AIGP[source secondaire souhaitée]. 

## Décoration et distinctions
- Officier de l'ordre des Arts et des Lettres (2011)
- Prix Texier II de l'Académie des Sciences morales et politiques (2024)[15]
- Prix Chaptal des Constructions des Beaux-Arts de la Société d'encouragement pour l'industrie nationale (2010)[16]
- Médaille des publications de l'Académie d'Architecture (2000)
- Médaille d'argent de la Ville de Paris (1992)
- Prix Rhône-Alpes du Livre (1987)[17]

## Ouvrages
- 1978 : Architectures d'ingénieurs, XIXe – XXe siècles, avec Sylvie Deswarte-Rosa, préf. Paul Virilio, Centre de création industrielle, coll. « Expositions itinérantes » (no 8), Paris, 60 p.  (ISBN 2-85850-081-9)
- 1980 : L'architecture et les ingénieurs : Deux siècles de construction, avec Sylvie Deswarte-Rosa, Centre de création industrielle, Le Moniteur, coll. « Architecture / Les Hommes », Paris, 254 p.  (ISBN 2-86282-071-7) ; rééd. 1997, L'architecture et les ingénieurs : Deux siècles de réalisations, coll. « Architextes » (no 5), 278 p.  (ISBN 2-281-19099-4)
- 1980 : Les Halles de Paris : L'histoire d'un lieu, les péripéties d'une reconstruction, la succession des projets, l'architecture d'un monument, l'enjeu d'une cité, L'Équerre, coll. « Les Laboratoires de l'imaginaire » (no 1), Paris, 283 p.  (ISBN 2-86425-008-X)
- 1982 : Construire en fer : Éléments d'une connaissance historique et technique des bâtiments en fer et fonte du XIXe siècle, Centre d'études et de documentation sur l'architecture métallique (Cédam), Paris, 350 p.
- 1983 : Le grand œuvre : Photographies des grands travaux, 1860-1900, préf. Jean Desjours, à l'occasion de l'exposition Photo génie à l'École nationale supérieure des beaux-arts en 1984, Centre national de la photographie, coll. « Photo Poche » (no 11), Paris, 64 f.  (ISBN 2-86754-008-9)
- 1984 : Gustave Eiffel, Fernand Hazan, coll. « Architecture », Paris, 136 p.  (ISBN 2-85025-067-8) (ISBN 3-7643-1889-9)
- 1985 : Catalogue raisonné des revues d'architecture et de construction en France, vol. 1 : 1800-1914, avec Hélène Lipstadt et Philippe Rivoirard, Centre d'études et de documentation sur l'architecture métallique (Cédam), Paris
- 1986 : La Statue de la Liberté, Pierre Mardaga, Bruxelles, et Institut français d'architecture, coll. « Archives », Paris, 231 p.  (ISBN 2-87009-260-1)
- 1986 : Vie et histoire du XVIe arrondissement : Quartier d'Auteuil, Muette, Porte Dauphine, Chaillot, avec Philippe Siguret, Hervas, coll. « Paris », Paris 156 p.  (ISBN 2-903118-19-1)
- 1986 : L'architecture du fer : France XIXe siècle, Champ Vallon, coll. « Milieux », Seyssel, 322 p.  (ISBN 2-903528-71-3)
- 1987 : Paris : L'architecture d'une décade, photogr. Gilles Walusinski, L'Équerre, Paris, 60 p.
- 1987 : Paris 1937 : Cinquantenaire de l'exposition internationale des arts et techniques dans la vie moderne, à l'occasion de l'exposition au Musée d'art moderne de la ville de Paris du 13 mai au 30 août 1987, Institut français d'architecture et Paris Musées, 510 p.  (ISBN 2-85346-041-X)
- 1987 : Paris : L'architecture des années trente, avec Philippe Rivoirard, préf. Béatrice de Andia, à l'occasion de l'exposition présentée à la mairie du 16e arrondissement de Paris en 1987, Délégation à l'action artistique de la Ville de Paris, Paris  (ISBN 2-905118-08-3), et La Manufacture, Lyon  (ISBN 2-7377-0002-7), 251 p.
- 1988 : Gustave Eiffel, constructeur : 1832-1923, préf. Jacques Chirac, Délégation à l'action artistique de la Ville de Paris, Paris, 63 p.  (ISBN 2-905118-16-4)
- 1989 : Les passages couverts en France, préf. Jean-Pierre Babelon et Béatrice de Andia, texte remanié et étendu de sa thèse, à l'occasion de l'exposition présentée aux Mairies du 9e et du 1er arrondissements de Paris en 1989, Délégation à l'action artistique de la Ville de Paris, Paris, 253 p.  (ISBN 2-905118-21-0)
- 1989 : La Tour de Monsieur Eiffel, Gallimard, coll. « Découvertes Gallimard / Architecture » (no 62), Paris, 143 p.  (ISBN 2-07-053083-3)
- 1990 : Georges Maurios : Essais, avec Jean-Claude Garcias, Le Moniteur, coll. « Architecture / Monographies », Paris, 95 p.  (ISBN 2-281-19044-7)
- 1990 : La Cité internationale universitaire de Paris, préf. Étienne Dalmasso, Hervas, Paris, 120 p.  (ISBN 2-903118-52-3)
- 1990 : Le tunnel sous la Manche, Le Moniteur et Eurotunnel, Paris, 192 p.  (ISBN 2-281-15119-0) ; rééd. 1994, 199 p.  (ISBN 2-281-19080-3)
- 1992 : Un musée retrouvé : Le Musée des Travaux publics (1939-1955), avec Jean Mesqui, ministère de l'Équipement, du Logement, des Transports et de la Mer, 158 p.  (ISBN 2-11-086893-7)
- 1993 : Architettura e ingegneria come professioni, trad. Laura Majocchi, Jaca Book, coll. « Un'enciclopedia d'orientamento » (no 61), Milan, 1993, 91 p.  (ISBN 88-16-43061-3)
- 1993 : La France du XIXe siècle, La Martinière, Paris, 197 p.  (ISBN 2-7324-2038-7) ; en anglais Architecture in France, 1800-1900, trad. Alexandra Bonfante-Warren, Harry N. Abrams, New York, 1998  (ISBN 0-8109-4090-6)
- 1994 : Sous la Manche, le tunnel, Gallimard, coll. « Découvertes Gallimard / Techniques » (no 208), 128 p.  (ISBN 2-07-053188-0)
- 1995 : Les cinémas de Paris : 1945-1995, avec Virginie Champion et Claude Terreaux, préf. Béatrice de Andia, à l'occasion de l'exposition présentée aux mairies du 6e et du 16e arrondissements de Paris en 1995, Délégation à l'action artistique de la Ville de Paris, coll. « Paris et son patrimoine », Paris, 217 p.  (ISBN 2-905118-78-4)
- 1995 : Paris d'ingénieurs, avec Marc Mimram, à l'occasion de l'exposition éponyme présentée au Pavillon de l'Arsenal en octobre-décembre 1995, éd. du Pavillon de l'Arsenal  (ISBN 2-907513-29-X) et Picard  (ISBN 2-7084-0493-8), 2 vol., 231 p.
- 1997 : Regards : L'art des grands travaux, avec Jean Gaumy, Pierre Miquel, Isabelle Autissier, Georges Blanc, Philippe Léotard, Philippe Sella, Sonia Rykiel et Erik Orsenna, Fédération nationale des travaux publics, Le Patio, Saints-en-Puisaye, 203 p.  (ISBN 2-909219-12-7)
- 1997 : A kialakulóban levõ város / La ville en devenir, avec Marc Mimram, à l'occasion de l'exposition et du colloque organisés par l'ambassade de France en Hongrie, l'Institut français en Hongrie et la ville de Budapest du 24 novembre au 18 décembre 1997, 40 p.
- 1998 : Les stades en gloire, Gallimard, coll. « Découvertes Gallimard / Architecture » (no 355), Paris, 112 p.  (ISBN 2-07-053431-6)
- 1998 : La fantastique histoire de la Tour Eiffel, Ouest-France, Rennes, 30 p.  (ISBN 2-7373-2237-5) 2016 : nouvelle édition revue.
- 1998 : Sur les quais : Un point de vue parisien, avec Alexandre Chemetoff et l'Atelier parisien d'urbanisme, à l'occasion de l'exposition présentée au Pavillon de l'Arsenal en novembre 1998-janvier 1999, éd. du Pavillon de l'Arsenal  (ISBN 2-907513-57-5) et Picard  (ISBN 2-7084-0555-1), 227 p.
- 2000 : 100 monuments du XXe siècle : Patrimoine et architecture de la France, France Loisirs, Paris, 2000, 239 p.  (ISBN 2-7441-3496-1)
- 2000 : Guide d'architecture : France, 20e siècle, SCIC, Picard, Paris, 350 p.  (ISBN 2-7084-0603-5)
- 2002 : Construire avec les aciers : Histoire de l'architecture métallique, caractéristiques et produits, structures et enveloppes, assemblages et composants, 40 réalisations exemplaires, réglementation, Le Moniteur, coll. « Techniques de conception », Paris, 320 p.  (ISBN 2-281-19145-1)
- 2004 : La France de ponts en chaussées : Construire, équiper, aménager, Gallimard, coll. « Découvertes Gallimard / Sciences et techniques » (no 465), Paris, 127 p.  (ISBN 2-07-031655-6) (ISBN 2-85620-441-4)
- 2004 : La Tour Eiffel, photogr. Winnie Denker, Mengès, Paris, 193 p.
- 2005 : Concevoir et construire en acier, avec Marc Landowski, Arcelor, Centre d'études et de documentation sur l'architecture métallique (Cédam), coll. « Mémentos acier », Paris, 112 p.  (ISBN 2-9523318-0-4) et Éditions Eyrolles (2011).
- 2005 : Visions françaises, numéro spécial de la revue Archicreation, mars 2005, 100 p., textes en chinois et en français. Direction et rédaction de l’ouvrage.
- 2006 : La Tour de 300 mètres, textes (préface, légendes et notice biographique) de la réédition de l’ouvrage de Gustave Eiffel, Taschen, 160 p. Textes en huit langues. (ISBN 978-3822841488)
- 2006 : Paris en Île-de-France, histoires communes, à l'occasion de l'exposition éponyme présentée au Pavillon de l'Arsenal du 19 décembre 2006 au 25 mars 2007, éd. du Pavillon de l'Arsenal  (ISBN 2-907513-92-3) et Picard  (ISBN 2-7084-0785-6), Paris, 241 p.
- 2007 : Le Pont Gustave-Flaubert, le plus grand pont levant d'Europe, avec Patrick Coupechoux, photogr. Jérôme Lallier, Textuel, 103 p.  (ISBN 978-2-84597-252-0)
- 2008 : Prouesses du XXe siècle, Gallimard, coll. « Notre histoire lue du ciel », Paris  (ISBN 978-2-7424-2330-9) et éditions en français, espagnol, allemand, russe, turc et japonais.
- 2008 : Paris et ses expositions universelles, 1855-1937, Éditions du Patrimoine, Paris (participation) (ISBN 978-2-75770-025-9)
- 2010 : La Tour Jussieu en chantier, 2004-2009, Archibooks, Paris. 978-2357331020  (ISBN 978-2357331020)
- 2013 : Habiter le Grand Paris, Archibooks, Paris (direction de l'ouvrage),240 p.  (ISBN 978-2-35733-273-7)
- 2015 : Les 101 mots du Grand Paris, Archibooks, Paris, 160 p.  (ISBN 978-2-35733-307-9)
- 2019 : La Gare de Lorient, avec Étienne Tricaud, Archibooks, Paris, 64 p.  (ISBN 978-2-35733-500-4)
- 2022 : Une histoire des gares en France, Archibooks, Paris, 404 p.  (ISBN 978-2-35733-578 -3)
- 2023 : Gustave Eiffel, une vie monumentale, Éditions du Signe, Strasbourg, 148 p.  (ISBN 978-2-74684-504-6)
- 2024 : Charles Marville, 1813-1879, du pinceau à la chambre noire, Éditions des Ponts, 656 p.  (ISBN 978-2-85978-572-7)